# West Mansfield (Ohio)
Pour les articles homonymes, voir West Mansfield.
West Mansfield est un village américain situé dans le comté de Logan, dans l'Ohio. Selon le recensement de 2010, sa population est de 682 habitants.